# Tui St. George Tucker

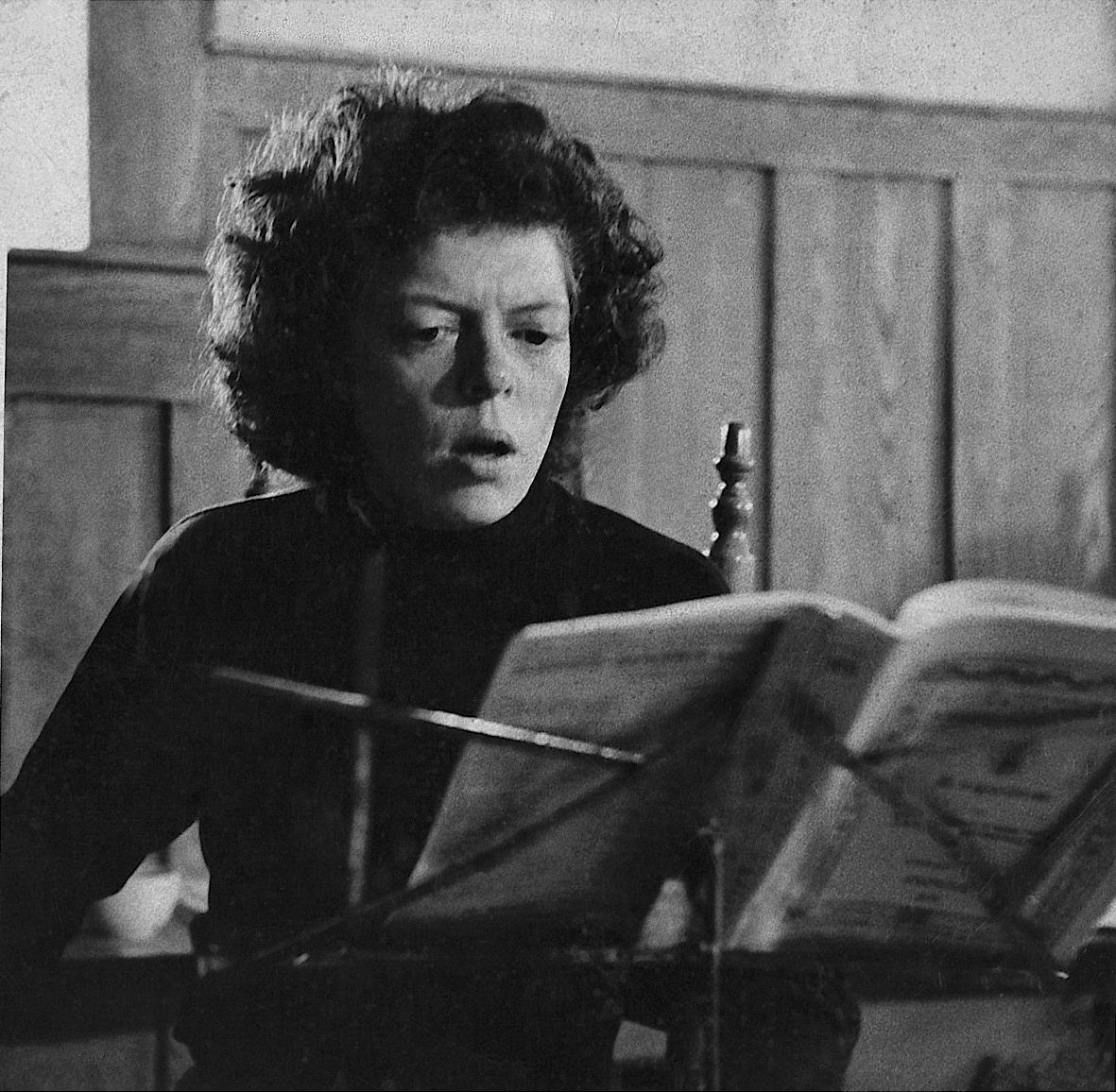
Tui St. George Tucker

Lorraine „Tui“ St. George Tucker (* 25. November 1924 in Fullerton, Kalifornien; † 21. April 2004 in Boone, North Carolina) war eine amerikanische Komponistin und Blockflötistin.

## Leben
Tucker wurde in Fullerton, Orange County, Kalifornien geboren und besuchte die Eagle Rock High School im Nordosten von Los Angeles im Bundesstaat Kalifornien. Ihre aus Neuseeland stammende Mutter nannte Lorraine nach einem in ihrer Heimat lebenden Vogel „Tui“. 1941 machte Tui an der Eagle Rock High School ihren Abschluss. Von 1941 bis 1944 besuchte sie das Occidental College in Los Angeles. 1946 zog sie nach New York City, wo sie als Komponistin, Dirigentin und Blockflötistin arbeitete. Ihre Werke zeigen Techniken der Mikrotonalität, Jazz-Einflüsse und Einflüsse der Alten Musik. Sie hat spezielle Blockflöten mit Extragrifflöchern sowie eigene Fingersätze entworfen, die das Spielen von Vierteltönen ermöglichte. Indian Summer: Three Microtonal Antiphones on Psalm Texts für zwei Baritonstimmen und Kammerensemble z. B. kombiniert den Gebrauch von Vierteltönen mit einem lateinischen Text.
Von 1947 bis 1970 verbrachte sie die Sommer als musikalische Leiterin eines Summercamps für Jungen, Camp Catawba, in der Nähe von Boone und Blowing Rock in North Carolina, auf dem heutigen Gelände des Blue Ridge Parkways. Auch die Pianistin Grete Sultan wirkte hier als „Music Counselor“. Neben langen Aufenthalten in New York City lebte Tui St. George Tucker auf dem Gelände des Camp Catawba, das sie 1985 von ihrer Lebensgefährtin Vera Lachmann, der Gründerin des Camps, geerbt hatte. Hier starb sie 2004.
Ihre Werke sind von Musikern wie Grete Sultan, Loretta Goldberg, Douglas Miller, Jens Barnieck, Pete Rose oder dem Kohon Quartet aufgeführt worden.

## Diskographie
- Indian Summer: Three Microtonal Antiphons on Psalm Texts. LP. Greenville, Maine: Opus One, [1984?].
- String Quartet Number One. LP. Greenville, Maine: Opus One, [1986?].
- Herzliebster Jesu. CD. Harriman, New York: Spectrum, 1988. (Title of disc: Buxtehude, Moondog & Co., performed by Paul Jordan, Schuke organ.).
- Second Piano Sonata, „The Peyote.“ CD. Greenville, Maine: Opus One, [1991?]. (Titel der CD: Soundbridge, performed by pianist Loretta Goldberg.).
- The Music of Tui St. George Tucker (1998). Baton Rouge, Louisiana: Centaur.